# Leptophobia aripa
Leptophobia aripa is een vlindersoort uit de familie van de Pieridae (witjes), onderfamilie Pierinae.
Leptophobia aripa werd in 1836 beschreven door Boisduval.